# Soria (stad)
Soria is een stad en gemeente in de Spaanse provincie Soria in de regio Castilië en León met een oppervlakte van 272 km². In 2005 telde Soria 37.200 inwoners.

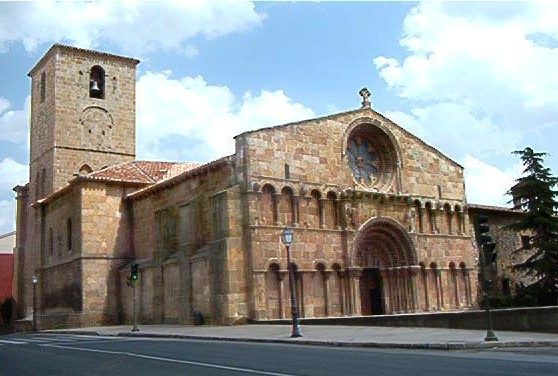
St. Domingo

## Demografische ontwikkeling
Bron: INE; 1857-2011: volkstellingen
Opm.: In 1981 werden de gemeenten Oteruelos en Pedrajas geannexeerd

## Sport
CD Numancia is de professionele voetbalclub van Soria en speelt in het Nuevo Estadio Los Pajaritos. De club speelde meerdere seizoenen op het hoogste Spaanse niveau, de Primera División.

## Geboren in Soria
- Alfons VIII van Castilië (1155-1214), koning van Castilië

Albacete · Alicante · Almería · Ávila · Badajoz · Badalona · Barcelona · Bilbao · Burgos · Cáceres · Cádiz · Cartagena · Castelló de la Plana · Ceuta · Ciudad Real · Córdoba · A Coruña · Cuenca · Elche/Elx · Gijón · Girona · Granada · Guadalajara · L'Hospitalet de Llobregat · Huelva · Huesca · Jaén · Jerez de la Frontera · León · Lleida · Logroño · Lugo · Madrid · Málaga · Melilla · Mérida · Móstoles · Murcia · Oviedo · Ourense · Palencia · Palma · Las Palmas de Gran Canaria · Pamplona · Pontevedra · Sabadell · Salamanca · San Sebastián · Santa Cruz de Tenerife · Santander · Santiago de Compostella · Segovia · Sevilla · Soria · Tarragona · Terrassa · Teruel · Toledo · Valencia · Valladolid · Vigo · Vitoria-Gasteiz · Zamora · Zaragoza